# Mårsø
Mårsø er en bebyggelse på Nordvestsjælland med 312 indbyggere  (2024), beliggende i Hagested Sogn. Mårsø ligger i Holbæk Kommune og tilhører Region Sjælland.
Bebyggelsen opdeles i Gammel Mårsø og Mårsø, da de to områder adskilles af den trafikerede Nykøbingvej. Byen markerer starten af Tuse Næs, men bliver normalt ikke medregnet som en del af dette. Hovedgaden hedder Gammel Tuse Næs Vej.
Mens Gammel Mårsø har landsbypræg, er Mårsø præget af type-, parcel- og rækkehuse, mens de få gårde Søgaard og Hyldegård er eneste undtagelse.